# Diablo III
Diablo III — компьютерная игра в жанре Action/RPG, разработанная и выпущенная американской компанией Blizzard Entertainment, для платформ Microsoft Windows, Mac OS X, PlayStation 3, PlayStation 4, Xbox 360, Xbox One и Switch. Игра является частью серии игр Diablo и прямым продолжением Diablo II. Действие игры, как и в предыдущих частях, происходит в мире Санктуарий, выполненном в духе тёмного фэнтези; игрок, управляя персонажем одного из нескольких классов на выбор, должен уничтожать угрожающих Санктуарию демонов и чудовищ, а затем в итоге сразиться с Диабло, Владыкой Ужаса.
Diablo III, выпущенная после многих лет разработки и впервые анонсированная в 2008 году, получила крайне высокие оценки обозревателей, высоко оценивших геймплей игры, но при этом отметивших, что она требует постоянного подключения к серверам даже в однопользовательском режиме. После выхода игры предметом для критики также стал «аукцион», позволявший игрокам торговать найденными в игре предметами за виртуальную валюту и покупать их за реальные деньги; в 2014 году эта функция была исключена из игры. В том же 2014 году для игры было выпущено дополнение Reaper of Souls, распространявшемся вместе с основной игрой как Diablo III: Ultimate Evil Edition, а в 2017 — Rise of the Necromancer, добавляющее в игру ещё один класс — некроманта. Diablo III приобрела огромный коммерческий успех: в течение первых суток после начала продаж игры было продано 3,3 миллиона копий, и в 2015 году число проданных копий превысило 30 миллионов.

## Игровой процесс

### Общие сведения
По информации от сотрудников Blizzard Entertainment, многие элементы геймплея позаимствованы из предыдущих частей игры. Сюжет содержит пять актов. Графика игры базируется на игровом движке, разработанном для новых проектов Blizzard. Каждый монстр в игре имеет примерно 35 анимации смерти.
Разработчики утверждают, что новая система квестов и расширенная случайная генерация подземелий сделали игру более интересной и разнообразной для игроков, бета-тестирование было завершено 1 мая 2012 года. В дополнение к этому дополнительные задания, разные для каждого класса, которые не будут связаны с основной сюжетной линией. Но этих изменений так и не последовало. Очень скоро из Diablo 3 убрали аукцион, который привлекал игроков и выпустили платное дополнение Diablo III: Reaper of Souls.
Игровые сервера поделены по региональному признаку, регионы объединяют следующие страны:
- американский регион — для игроков из Северной Америки, Латинской Америки, Австралии, Новой Зеландии и Северо-Восточной Азии.
- европейский регион — для игроков из Европейского Союза, Восточной Европы, России, Африки и стран Ближнего Востока (таких как Израиль и ОАЭ).
- азиатский регион — для игроков из Южной Кореи, Тайваня, Гонконга и Макао.

Услуга «Global Play» для Battle.net позволяет получить доступ к серверам Diablo III, расположенным за пределами домашнего региона. То есть, имея учётную запись Battle.net, можно играть на серверах любого региона. В каждом регионе имеется отдельный тайник (ранее назывался «сундук») и доступно по 10 слотов для создания персонажей.
Играть можно только при использовании сервиса Battle.net. Даже для однопользовательской игры необходимо иметь постоянное подключение к интернету из-за того, что игра на стороне пользователя представляет собой клиентскую часть для серверной части на стороне Blizzard, выполняющей генерирование контента уровней, характеристик выпадающих предметов и прочего.
При получении нового уровня распределяются очки между базовыми характеристиками (сила, ловкость и все остальное), навыки и руны, расширяющей возможности того или иного умения, открываются с развитием персонажа.

### Интерфейс
Интерфейс в Diablo III, по заявлениям разработчиков, содержит несколько новых решений. Формы и функции различных панелей практически те же, что и в предыдущих играх.

#### Кнопки управления
Кнопки управления в Diablo III напоминают те, которые можно было видеть в предыдущей игре — Diablo II. Данный снимок экрана показывает кнопки управления чародея. На панели управления есть четыре горячие клавиши, в которые можно поместить ячейки умений. При нажатии на одну из горячих клавиш с помощью цифр на клавиатуре или мыши, срабатывает определённое умение, которое ранее было назначено на эту ячейку. Отдельная ячейка предназначена для размещения только целебных снадобий.
Следующие две кнопки помечаются под те умения, которые будут использоваться правой и левой клавишей мыши.
Ниже представлены значения кнопок на данной панели:
- Портал в город;
- Умения;
- Окно персонажа;
- Меню заданий;
- Меню достижений;
- Опции.

#### Инвентарь
Инвентарь персонажа — это меню, которое демонстрирует «куклу», показывающую вещи, надетые на вашем персонаже, и инвентарь, где есть место для хранения других вещей. Инвентарь претерпел изменения по сравнению с Diablo II, были добавлены наплечники, наручи и штаны. Места в нём стало больше, также был увеличен и сундук персонажа. Под «куклой» располагается сам инвентарь, который изменился как по форме, так и по функциям. Единственная вещь, унаследованная из Diablo II — это счётчик, который показывает количество денег, накопленных вашим персонажем. Количество денег, как и раньше, показано числами и места в инвентаре для хранения монет не требуется. Места для хранения вещей работают так же, как в Diablo II. Diablo III возвращается к системе Тетриса, как было показано в прошлом игровом ролике, но с некоторыми изменениями — в этот раз для того, чтобы положить вещь, нужны будут один или два слота.

### Ремесленники
Специальные NPC, призванные помогать выбранному пользователем герою. Ремесленники включены в главную сюжетную линию игры, то есть являются самостоятельными персонажами со своей историей.
В игре существуют три ремесленника. Кузнец занимается созданием и разборкой вещей. Ювелир инкрустирует и извлекает камни из экипировки, повышает качество драгоценных камней. Гадалка может заменить свойства доспехов или оружия персонажа, а также изменить их внешний вид. В отличие от кузнеца и ювелира, гадалка доступна только игрокам, купившим платное дополнение Diablo III: Reaper of Souls.
Во время бета-тестирования в систему ремесленников были внесены значительные изменения. Гадалка добавлена в платное дополнение Diablo III: Reaper of Souls.
Ремесленники имеют 12 уровней «прокачки». Последние два уровня доступны игрокам, активировавшим платное дополнение Diablo III: Reaper of Souls. С каждым уровнем открывается несколько новых эскизов экипировки/самоцветов/трансмогрификации, а также появляется возможность изучить некоторые другие при наличии рецепта. Вместе с повышением в уровне и опытности также меняется графическое исполнение рабочего места — оно дополняется новыми инструментами.

### Спутники
Как и во второй части, у игроков есть помощник. У спутников есть свои навыки, всего восемь, которые открываются по мере повышения уровня, который совпадает с уровнем героя. Внешний вид оружия отображается. С ними связаны дополнительные задания, переплетающиеся с сюжетной линией.
Спутника три, к началу второго акта они доступны на выбор:
- Храмовник Кормак — воин ближнего боя.
- Негодяй Линдон — лучник.
- Заклинательница Эйрина — волшебница.

### PvP
Игра в обычном режиме не позволяет убивать других героев. На этапе разработки игры Blizzard заявляли, что игра предоставит игрокам возможность сражаться друг против друга на специальной карте, называемой ареной. Предполагалось использование онлайн-сервиса Battle.net, который должен был автоматически подобрать игроку противника, подходящего по уровню мастерства. Также планировался режим сражения небольшими командами до трёх человек. Однако в финальную версию Diablo III PvP режим не вошёл. Возможность сражаться против других игроков была добавлена 13 февраля 2013 года, однако она отличается от обещанного ранее режима. Дуэль проходит на специальной арене, максимальное количество участников — четыре. Действует правило «каждый сам за себя».

## Сюжет
Сюжет Diablo III разворачивается через 20 лет после событий, описанных в Diablo II: Lord of Destruction, в вымышленном мире, носящем название Санктуарий (англ. Sanctuary — святилище, убежище). Именно в нём происходили все события вселенной Diablo. Это было время, когда немногие доживали до сорока. Практически все, кто принимал участие в событиях первых двух игр, уже умерли. Выжили либо самые обычные люди, не имеющие представления о происходящем, либо самые отважные герои. Но даже они сошли с ума, и пришло новое поколение героев. Для многих молодых людей события минувших лет кажутся мифом. Среди немногих выживших стариков, сохранивших здравый рассудок, — Декард Каин, спутник персонажа игрока в первых двух частях. История, как и в предыдущей части, делится на действия. Каждое действие происходит в новом городе с NPC и заданиями. Перед началом каждого действия показывается видеоролик, объясняющий происходящее в игре.

### Акт I
История начинается с падения загадочного метеорита в собор старого Тристрама. В это время в соборе находился Декард Каин и его племянница, Лия. Декард Каин падает в образовавшийся кратер, и Лия отправляется на поиски помощи. В это же время в Новый Тристрам по разным причинам прибывают пять человек — варвар, охотник на демонов, колдун, чародей и монах. Они соглашаются помочь Лие найти Каина, ведь каждого из них по тем или иным причинам интересует упавшая звезда. В итоге они обнаруживают, что звезда — не кто иной, как загадочный странник, чей меч был потерян во время падения и распался на три осколка. Герои отправляются на их поиски. Когда они находят первый осколок, они встречаются с Магдой, лидером секты, поклоняющейся Белиалу, Владыке Лжи. Магда всячески пытается помешать героям собрать меч воедино, напуская на него своих прислужников. В поисках второго осколка героям приходится столкнуться с восставшими из мертвых Нефалемами, лидер которых — Аларик говорит, что герои также являются Нефалемами — существами, способными противостоять силам Небес и Преисподней. Когда Нефалемы добираются до третьего осколка, выясняется, что Магда уже похитила его. Герои возвращаются в Новый Тристрам вместе с Лией и обнаруживают, что Магда, пользуясь отсутствием Нефалемов, напала на Декарда Каина. Магда смертельно ранит Каина своей магией. Лия в неконтролируемой ярости проявляет свои скрытые возможности к тёмной магии, причём настолько мощные, что Магде приходится спасаться бегством. Декард Каин перед смертью собирает осколки в меч и просит игрока передать его страннику. Меч возвращает страннику память: он — падший архангел справедливости Тираэль, ставший смертным, чтобы сообщить о скорой войне с Белиалом и Азмоданом в самом Санктуарии, что грозит полным истреблением человечества. Герои преследуют Магду ради мести за Каина, но она сбегает в город Калдей.

### Акт II
Калдей находится в руках Белиала, одного из младших зол. Несмотря на то, что жизнь в городе достаточно спокойна, угроза гибели города уже существует. Нефалемы находят и убивают Магду. Они также освобождают мать Лии, Адрию — ведьму-торговку из оригинального Diablo. Адрия сообщает Тираэлю и Нефалемам что знает способ победить Высшее зло раз и навсегда — это собрать души всех 7 зол в Чёрный камень душ. Для нахождения Камня Нефалемы воскрешают Золтана Кулла — безумного мага из ордена Хорадрим. Кулл указывает место хранения Камня, помогает активировать его, но потом сам пытается сбежать с ним, за что Нефалемы вновь убивают его. Оказывается, души уничтоженных в Diablo II высших и низших зол (Мефисто, Баал, Диабло, Андариэль и Дюриэль) уже находятся в камне и, следовательно, на свободе осталось только двое — Белиал и Азмодан. Нефалемы раскрывают обман Белиала и убивают его в бою, заточив и его душу зла в Камень. Калдей освобождён, но во время изучения библиотеки Лией к ней приходит видение орд демонов, направляемых Азмоданом. Азмодан сообщает Лие, что его армия выйдет из кратера, образовавшейся на месте горы Арреат после разрушения Камня Мироздания, чтобы оттуда начать наступление на другие земли людей и захватить Чёрный камень души и стать Единым воплощением зла.

### Акт III
Нефалемы, Тираэль, Лия и Адрия направляются в Бастион — оплот людей, сдерживающий толпы демонов. Нефалемы постепенно прорываются через укрепления монстров, убивают военачальников и слуг Азмодана, а затем встречаются в глубине кратера с ним самим. Убив Азмодана, Нефалемы заключают его в Камень души. Но выясняется, что Адрия с самого начала событий Diablo была на стороне Владыки ужаса. Лия, считавшаяся дочерью воина из первой игры — принца Айдана — и, следовательно, внучкой короля Леорика, на самом деле дочь уже Тёмного странника — воплощения Диабло в Айдане, проявившегося в Diablo II. Поэтому Лия владеет тёмными силами и является прекрасным телом для возрождения в ней могущественного демона. Адрия приносит дочь в жертву, дав возможность душам из Чёрного камня переселиться в Лию. Дочь Диабло — Лия — сама становится им, но уже владеющей силой всех великих и младших воплощений зла. Адрия исчезает, Диабло открывает тёмный портал на Небеса.

### Акт IV
Нефалемы и Тираэль отправляются вслед за Диабло и застают Архангела Доблести Империя уже потерпевшим поражение от Диабло. Теперь Диабло собирается положить конец Вечному Противостоянию, войне между ангелами и демонами, уничтожив источник силы самих ангелов в их небесной цитадели. Нефалемы пробиваются через множественных демонов-послушников Дабло — теперь уже Единого Зла, — по пути вновь убивая воскресшего падшего ангела Изуала. На Кристальной Арке ангелов герои встречают самого Диабло. После продолжительного боя Нефалемы убивают Единое Зло. Затем побеждённого Диабло сбрасывают с вершины Кристальной Арки. Падая, Диабло сгорает дотла. От него остается лишь Чёрный камень душ, который падает в неизвестном направлении. Тираэль возвращается в сонм архангелов как Аспект Мудрости, но остаётся смертным, посвятив себя созданию постоянного альянса ангелов и людей.

### Акт V
Платное дополнение Diablo III: Reaper of Souls, анонсированное 21 августа 2013 года, вышло в России 15 апреля 2014 года.
Игроку предстоит странствовать по новым призрачным землям и сражаться с новыми врагами. Боссом в дополнении будет Малтаэль — бывший ангел Мудрости, ставший ангелом Смерти. С помощью Чёрного камня души Малтаэль намеревается уничтожить людей, которых он рассматривает как демонов. Также в дополнении появился новый класс персонажей — крестоносец.

## Классы персонажей
В игре представлены семь классов персонажей — это Варвар (англ. Barbarian), Колдун (англ. Witch Doctor), Чародей (англ. Wizard), Монах (англ. Monk), Охотник на демонов (англ. Demon Hunter), Крестоносец (англ. Crusader), доступный только для игроков, активировавших платное дополнение Diablo III: Reaper of Souls и Некромант (англ. Necromancer) — для игроков, активировавших комплект «Возвращение некроманта».
В отличие от предыдущих игрок помимо класс может выбрать и пол персонажа, — в предыдущих играх них пол выбираемого персонажа строго задавался классом персонажа. Большая часть классов из прошлых частей серии отсутствуют в Diablo III, так как разработчики посчитали, что их некуда развивать. Варвар, по мнению компании — исключение из правила, а монах из Diablo III не имеет ничего общего с монахом из Diablo: Hellfire по причине того, что это дополнение не признается Blizzard Entertainment официальной частью истории мира Санктуария. Однако, по заверению Джея Уилсона, классы из предыдущих игр серии вполне могут быть возвращены в дополнениях к Diablo III после того, как разработчики смогут проанализировать результаты своей работы через некоторое время после выхода игры.

### Колдун
Колдун — новый для серии класс.
Неизвестно, как много племён существует в мире Diablo III, но тот, за которого предстоит играть игроку, — представитель племени Пяти Холмов (Умбара). Как и у других племен, населяющих джунгли Санктуария, основным элементом культуры племени Пяти Холмов является жертвоприношение — составляющая культа Бесформенной Земли (Мбвира Эйкура). Согласно этому культу, материальный мир Санктуария служит только оболочкой для мира духов, а жертвоприношения являются частью ритуалов, направленных на усиление Бесформенного Мира. Соответственно своим специфичным знаниям и особой связью с окружающим его миром, умения колдуна сконцентрированы вокруг способностей к подъёму из земли зомби (англ. Zombie), псов-зомби (англ. Zombie Dog), а также Гиганта—Гаргантюа (в локализации Громадень) (англ. Gargantuan), но для этого, в отличие от некроманта из Diablo II, ему не требуются мёртвые тела. Помимо этих «стержневых» способностей, составляющих основную часть его архетипа, персонаж использует заклинания, основанные на холоде (англ. Frost), огне (англ. Fire), физическом уроне (англ. Physical damage), а также на различных умениях, использующих яд (англ. Poison). Персонаж частично основан на знахарях троллей племени Чёрного Копья из вселенной Warcraft. Сами разработчики комментируют это тем, что они «любят красть у самих себя». Вселенные Diablo и Warcraft тесно связаны, и Blizzard Entertainment не прочь это лишний раз доказать, — ранее можно было наблюдать историю, схожую с этой, связанной с Ногой Вирта (игровым артефактом), когда одна нога находилась в игровом мире Diablo II, вторая в мире Warcraft III. Кроме того, разработчики Blizzard поместили в мир World of Warcraft оружие — редкую дубинку с названием «Третья нога Вирта». Эта история, по словам разработчика, заинтересует многих игроков и побудит их купить сразу два продукта Blizzard Entertainment. 

### Варвар
Варвар — единственный класс, возвращающийся из второй части серии.
После уничтожения Камня мира в конце истории Diablo II и разрушения горы Арреат, на месте которой образовался гигантский кратер, варвары лишились смысла жизни, краеугольного камня своей культуры. Многие из них отправились скитаться по Санктуарию, участвуя в чужих битвах, погибая на полях бессмысленных для них сражений, в поисках цели, средства, которое смогло бы восполнить пустоту их жизни. По словам разработчиков, персонаж, за которого будет возможноcть играть, уже довольно стар, что не отменяет его богатого жизненного опыта, который он заработал в битвах прошлого. К моменту начала истории Diablo III он позабыл многие из своих старых умений, зато изучил несколько других, ранее недоступных его народу способностей. В отличие от Diablo II, теперь варвар не использует ману для использования умений. Вместо неё персонаж использует новый для серии ресурс — ярость, схожий с яростью воина из World of Warcraft. Нанося и получая удары, персонаж накапливает ярость, набрав определённое количество которой, может потратить её на различные умения. Более мощные умения требуют больше ярости. Изначально — в 2008 году — ярость напоминала ману, с тем отличием, что она иссякала во время бездействия и накапливалась по ходу сражений. Позже разработчики представили «светофор ярости». Согласно этой системе, сфера ярости содержала в себе три небольших сферы, вписанные в основную. Когда большая набиралась, один из маленьких шаров аккумулировал её в себе и загорался. Таким образом система ресурсов Варвара работала как сосуд, постепенно наполняющийся яростью, а способности требовали определённое количество шаров для использования. Однако в 2010 году от этого отказались, сославшись на неопределённые проблемы, которые, по-видимому, так и не были разрешены.
После анонса игры в 2008 году разработчики заявляли о том, что варвар в Diablo III, — тот же самый варвар, которым играли в Diablo II. Однако вскоре после выставки BlizzCon 2010 менеджер по связям с общественностью заявил о том, что, возможно, им придётся упростить его историю. Старая версия персонажа осталась под вопросом, и игроки получили универсальную историю как для мужского так и для женского варианта персонажа-варвара.

### Чародей
Чародей — новый класс, напоминающий волшебницу из предыдущих частей игры. Его возможности впервые показали на выставке BlizzCon 2008. У чародея и его женской версии очень сильная магия и высокая скорость применения творимых чар.
Этот персонаж отличается от волшебницы в Diablo II тем, что заклинатели, жившие двадцать лет назад, обучались так называемой «старой школе». Эта самая школа обучала волшебников пользоваться природными стихиями: огонь, вода, воздух (электричество). Современные же чародеи, которые появляются в Diablo III, используют новую магию. Помимо магии стихий, «новые» чародеи научились замедлять время и разрушать пространство. Этим умениям противилась старая школа волшебников. Чародей использует не ману, а тайную силу. Первоначально предполагалось, что ресурсом чародея станет нестабильность, однако в ходе разработки было принято решение отказаться от такого подхода из-за его нереализуемости.

### Монах
Монах — новый класс в Diablo III. Его возможности впервые были показаны на выставке BlizzCon 2009. Монахиня — женская версия персонажа — впервые была показана 5 февраля 2010 года.
В основе дизайна монаха лежит сплав азиатских и славянских архетипов. В частности заметно и влияние дохристианских славянских традиций воинов-характерников (причем довольно выпукло). В любом случае монах несёт священную миссию, и это видно не только по его вещам, но и во всех аспектах его характера. Так, команда разработчиков дополнила оранжевый цвет костюма монаха священными цветами его атак — в основном золотым, серебряным и голубым — так что все, что он делает, покрыто ярким светом, «божественной справедливостью». Для поддержания общего стиля разработчики постарались и над эффектами рун для монаха. Всё это по замыслу дизайнеров показывает нам, что монах — это скромный человек, но с большим багажом древних боевых знаний, и лучше не быть его врагом.
Монах — религиозный, духовный человек, который верит в существование тысячи и одного Бога. Монах верит, что Боги повсюду вокруг нас — в огне, воде и воздухе. И в самом деле, каждый монах делает татуировку с тысячей и одним Богом на спине, и это дело занимает целую жизнь. Но по сути своей он святой воин, машина для убийства, выполняющий секретную миссию церкви, отчитываясь перед «Патриархами» своего общества. Эти загадочные фигуры, ведущие отшельнический образ жизни, оттачивают свой разум и тело для свершения божественного правосудия, их уважают и боятся одинаково. Об их силе и подвигах слагают легенды по всему миру.

### Охотник на демонов
Охотник на демонов — новый класс в Diablo III. Его возможности впервые были показаны на выставке BlizzCon 2010.
Охотник на демонов официально позиционируется как класс, переживший нападение демонов, — класс выживших, а не рождённых быть кем-то определённым. Охотники в своих путешествиях находят выживших, которые впоследствии, если их дух и навыки соответствуют, принимаются в обучение на Пограничье, где они проходят должную подготовку, изучая боевые навыки и тактики, чтобы впоследствии использовать их и жестко отомстить монстрам, которые разрушили их дома и семьи. Охотники на демонов используют для борьбы с демонами всё оружие, которым обладают. А арсенал у них более чем впечатляющий: всевозможные ловушки, устройства и немножко темной (но не черной) магии. Светящиеся глаза охотника из игрового трейлера в посвященном персонажу официальном коротком рассказе объясняются результатом ответного проникновения в разум демона. В отличие от остальных классов, охотник на демонов имеет два основных ресурса: ненависть и концентрация. Навыки ненависти в основном связаны с атакой при использовании лука, арбалетов и прямым уроном, в то время как концентрация в первую очередь сосредотачивает внимание на ловушках и подготовке. При этом навыков ненависти больше, чем навыков концентрации.

## Города
Всего, по заверению разработчиков, в Diablo III игрок сможет посетить не меньшее количество городов, чем в предыдущей игре, Diablo II.

### Новый Тристрам
Новый Тристрам является центральным городом государства Хандарас, который был построен на руинах Старого Тристрама. Он был основан торговцами в неизвестном году после событий Diablo II, чтобы использовать для своей выгоды популярность легенд о Старом Тристраме. Там люди медленно успокаивались после страшных происшествий и строили город. После того, как Собор Тристрама, в котором проходили основные события Diablo, был разграблен, люди потеряли интерес, и город утратил популярность.

### Калдей
Второй город — город в пустыня, напоминающей ту, с которой герою приходилось сталкиваться в Diablo II.

### Бастион
Снежная крепость на границе со страной варваров, на которую нападает армия Азмодана в 3 акте. Является также городом в 4 акте.
Крепость была построена на случай войны с варварами, а не для того, чтобы отбивать полчища демонов.

### Вестмарш
Город, добавленный в дополнении Reaper of Souls. Столица одноимённого королевства. Мрачный и готичный город, напоминающий средневековый Лондон.

## Монстры
Монстры являются одной из самых важных составляющих игры. Именно против них направлена большая часть навыков персонажей. В Diablo III, как и в Diablo II, игрок столкнётся с несколькими типами монстров: обычные, магические, редкие и боссы. Последние включают в себя мини-боссов и актовых боссов.
В акте Diablo III и в каждой внегородской локации будут введены различные типы монстров. О большинстве известно из демонстрации игры на выставке BlizzCon 2008 и из статей на официальном сайте, которые написаны от имени знаменитого учёного вселенной — Абд аль-Хазира.

## NPC
Неигровыми персонажами (NPC) в Diablo III именуются те существа, которых нельзя атаковать и которыми, при этом, нельзя управлять. Неигровые персонажи могут давать задания, квесты и различные советы. Некоторые персонажи имеют свойства продавать и покупать вещи. Ниже приведён список не игровых персонажей, а также описание их функций.

## Достижения
В Diablo III присутствуют принципиально новые для серии виды наград — достижения. Достижения даются игроку за выполнение особо важных заданий или за прохождение разнообразных испытаний — от убийства определённо монстра и до прохождения локации на время. За каждое полученное достижение игрок получает определённое количество очков, а также новые элементы для использования в персональном знамени — боевого штандарта. Чем больше игрок имеет наград, тем красивее и величественнее он может собрать себе знамя.

## Задания
Разработчики создали для каждого из существующих городов намного больше заданий, чем было во всех городах из второй части, вместе взятых. Задания, как и местность, генерируются случайным образом.

## Разработка
Разработка Diablo III началась примерно в 2000 году Blizzard North. Целых пять лет компания работала над проектом, но её закрыли из-за «слабой работы над неанонсированным сиквелом», которым являлась Diablo III. После закрытия Blizzard North в 2005 разработку проекта продолжила компания Blizzard Entertainment. После этого экс-сотрудник компании Крис Харгрейвс поделился информацией о новой игре, которая в данный момент не соответствует действительности. Над Diablo III в 2008 году работало около шестидесяти — шестидесяти пяти человек и, большинство аспектов создания игры уже были завершены. В интервью Джея Уилсона, которое он дал на выставке GamesCom 2010 в Кёльне, было сказано, что команда «пытается довести количество игрового содержания до того уровня, когда можно будет заняться полировкой игры. У нас есть замечательные образцы монстров, идеальные классы, идеальное снаряжение. Но есть также и некоторые моменты, которые пока ещё не дотягивают до той планки качества, которую мы хотели бы видеть». Вместе с тем Джей Уилсон поспешил успокоить тех, кто подумал, что ждать игру придётся ещё очень долго: несмотря на то, что добавление содержания в игру продолжается, команда уже давно завершила этап «исследований», когда команды занимается проработкой концепции игры, базовых предметов. По словам Джея Уилсона, всё это уже закончено, а сейчас идет рутинная механическая работа по воплощению задуманного. На выставке BlizzCon 2010 Джей Уилсон сказал, что большая часть команды работает одновременно над всеми четырьмя городами, но большинство сосредоточено на доработке первого. Также дизайнер отметил, что ещё требуется сделать много дел для улучшения системы заданий — это система как раз дорабатывается для первого города. Когда работа будет сделана, та же система перейдёт и на другие города.
С 2008 по 2011 год Blizzard Entertainment фокусировалась на добавлении содержания в игру. Но по словам разработчиков, Diablo III была «не настолько близка к совершенству, как кажется».
Ведущим дизайнером игры является Джей Уилсон, бывший сотрудник Relic Entertainment, ранее работавший над такими проектами, как, например, Warhammer 40,000: Dawn of War и Company of Heroes. Дизайнер мира, Леонард Боярский, один из шести создателей серии Fallout.
Компания изучает возможность выпуска Diablo III также и для консолей седьмого поколения, но детальной информации, как и официального анонса в начале 2011 года, ещё не было. С ноября 2010 года Blizzard открыла несколько вакансий, связанных с разработкой Diablo III для Playstation 3.
9 мая 2011 года президент компании Майк Морхэйм объявил о том, что бета-тестирование игры назначено на третий квартал 2011 года. Закрытое бета-тестирование игры началось 21 сентября 2011 года.
21 октября 2011 года Blizzard Entertainment объявила о проведении акции: купившим годовую подписку World of Warcraft будет предоставлена возможность бесплатно играть в Diablo III.
В конце 2011 года Майк Морхэйм сообщил, что релиз игры назначен на «начало 2012 года» («early 2012»). Позже было уточнено, что «начало года» и «первый квартал» — это не одно и то же. Также изменился текст предложения о бесплатном получении Diablo III за годовую подписку World of Warcraft: первоначально в английском тексте фигурировала фраза «when the game launches early next year». В январе 2012 года она была заменена на «as soon as it’s available».
25 января 2012 года Blizzard Entertainment объявила о переносе ежегодного фестиваля BlizzCon на 2013 год и объяснила это в том числе концентрацией усилий на работе по скорейшему выпуску Diablo III.
На конец января 2012 года было выпущено 11 патчей для бета-версии игры. В десятом патче в игру были внесены весьма значительные изменения. Некоторые функции при этом были убраны; сделано это было для того, чтобы имеющиеся недоработки не влияли на график работы над проектом. Всего за время закрытого бета-тестирования было выпущено 18 патчей.
C начала февраля 2012 года начались стресс-тесты серверов Diablo III — игрокам североамериканского региона было выдано около 100 тысяч ключей для доступа в закрытый бета-тест.
В феврале 2012 года было уточнено, что игра может выйти до конца второго квартала 2012 года, а дата релиза будет оглашена в «ближайшем будущем» («in the near future»).
С 1 марта 2012 года началась рассылка бета-ключей в европейском регионе.
9 марта 2012 года Джей Уилсон заявил, что до объявления даты выхода Diablo 3 «остаются считанные дни». В целях скорейшего выпуска игры часть PVP-функций будут перенесены в последующие обновления.
15 марта 2012 года была объявлена дата выпуска.
C 20 по 23 апреля 2012 года был проведен открытый бета-тест Diablo III. Закрытый бета-тест был закончен 1 мая.

## Музыка
Композиторами третьей части сериала стали Рассел Брауэр и Лоуренс Жубер. Они заменили Мэтта Уэльмена, который придумывал музыкальные композиции для Diablo II и Diablo. Брауэр сообщил, что, сочиняя музыкальные композиции для Diablo III, он старался создать что-то похожее на то, что было в дополнении к Diablo II — Lord of Destruction, в котором композитор Мэтт Уэльменн писал произведения в стиле Вагнера. Увертюра, названная главной музыкальной темой игры, была исполнена оркестром Eminence Symphony. Тема Тристрама из Diablo, которая была использована и во второй части игры, также будет присутствовать в Diablo III. Специально для новой игры, в произведении будут сделаны некоторые изменения, чтобы оно больше подходило под стиль третьей части.

## Версии для игровых приставок
20 февраля 2013 года на конференции, посвященной анонсу Sony PlayStation 4, было объявлено о партнёрстве Blizzard и Sony. В ближайших планах двух компаний — выпустить Diablo 3 на консолях PlayStation 3 (выпуск состоялся 3 сентября 2013 года, тогда же игра вышла на Xbox 360) и PlayStation 4. Версия Diablo 3 для PlayStation 4 и Xbox One вышла 19 августа 2014 года и носит название Ultimate Evil Edition. В комплекте с данной версией также поставляется дополнение Reaper of Souls. Ultimate Evil Edition также доступна на Xbox 360 и PlayStation 3. Поддерживается перенос сохранений между приставками седьмого и восьмого поколений. В версии для PlayStation 4 присутствует эксклюзивный сет брони из Shadow of the Colossus и подземелье, основанное на игре The Last of Us.
16 августа 2018 года игра была анонсирована на YouTube канале «Nintendo» для консоли Nintendo Switch. Игра вышла 2 ноября 2018 года под названием Diablo III: Eternal Collection и содержит в себе эксклюзивный облик Ганона из The Legend of Zelda.

## Реакция общественности на анонс
В целом реакция на анонс Diablo III была положительной. Но часть фанатов осталась не удовлетворена цветовой гаммой игры и обвинила разработчиков в отходе от истоков оформления серии Diablo, указав на то, что окружение и атмосфера могли бы быть «темнее и готичнее». Недовольные фанаты выдвинули петицию против «нового стиля» игры, в ответ на которую Blizzard Entertainment объявила, что цветовая гамма не будет изменена, сколько бы подписей ни содержала петиция.
Некоторые фанаты были также разочарованы автоматическим распределением очков характеристик, что, по их мнению, ограничивает реиграбельность и гибкость развития их персонажей, ярко выраженные в Diablo II. Представители Blizzard Entertainment парировали эти заявления, утверждая, что в Diablo III реиграбельность и широта возможностей развития персонажа будет достигаться за счет многих других систем, просто не существовавших в Diablo и Diablo II, и в целом будет на порядок выше.

## Аукцион
«Аукционный дом», или просто «аукцион», работавший в игре с лета 2012 года по осень 2014 года, представлял собой встроенную в игру площадку для торговли внутриигровыми предметами как за виртуальную валюту, так и — в зависимости от региона мира и режима игры — реальные деньги. Аукцион не предназначался для торговли виртуальными предметами со стороны Blizzard — предметы на него выставляли сами игроки. Операции с оплатой и выводом средств из игры обслуживала платежная система PayPal. Сама по себе практика торговли предметами между игроками в онлайн-играх, включая игры Blizzard, существовала и раньше, но представляла собой серый рынок с независимыми от разработчика площадками, где доминировали «фармеры» — игроки, добывающие в игре ценные предметы и перепродающие их за деньги; аукцион в Diablo III был первой попыткой реализовать такую площадку для онлайн-торговли между игроками внутри крупнобюджетной игры и под полным контролем компании-издателя. Вводя аукцион в игру, Blizzard рассматривала его как разумное средство заполнить «зияющую дыру» в дизайне предыдущих игр серии — в Diablo II подобная система обмена предметами отсутствовала, и в многопользовательском режиме игроки должны были сами договариваться о встречах внутри игры и «ронять» предметы на землю, чтобы их подобрал другой игрок; в этих сделках процветали читерство, воровство и «дюп», то есть создание копий ценных предметов с помощью бага. Главный дизайнер Diablo III Джей Уилсон считал, что аукцион не должен отрицательно повлиять на геймплей игры: предметы и так обладали внутри игры денежной стоимостью, просто их было труднее добывать и труднее ими обмениваться. Diablo III устанавливает для оружия и доспехов ограничения по уровню игрового персонажа, так что игрок не может сделать героя намного сильнее врагов, просто купив для него снаряжение высокого уровня — сначала нужно «прокачать» героя, повысив его уровень, чтобы снаряжение можно было надеть.
Вводя в игру аукцион, компания Blizzard обеспечила и денежную выгоду для себя самой, обложив все аукционные сделки с реальными деньгами комиссией; в зависимости от региона и валюты эта комиссия могла быть фиксированной или процентной и составляла 1 доллар США или 15 % от окончательной цены продажи. Та же комиссия в 15 % применялась и ко всякой попытке вывести из игры реальные деньги через PayPal. Игроки могли избежать комиссии, если переводили деньги на персональный кошелёк Battle.net — системы, поддерживаемой самой Blizzard; деньги с кошелька Battle.net можно было использовать для покупки цифровых копий других игр, оплаты подписки или опять же приобретения предметов на аукционе в Diablo III, но вывести их было уже нельзя. В июле 2012 года, вскоре после выхода игры, Blizzard добавила в игру возможность покупать за реальные деньги и золото, то есть виртуальные внутриигровые деньги.
Покупка и продажа предметов за реальные деньги были недоступны в «Героическом режиме» (англ. Hardcore mode), где игрок терял все снаряжение и предметы с каждой смертью персонажа — по словам вице-президента Blizzard Роба Пардо, для игроков было бы не слишком приятно вложить в снаряжение героя 100 долларов и потерять их безвозвратно. Аукционы были разделены для разных регионов мира и разных валют — так, игроки из Великобритании могли по своему выбору использовать для сделок в своем европейском регионе фунты стерлингов или евро, но не могли покупать предметы из североамериканского региона за доллары США; такое ограничение было установлено, чтобы избежать комиссий, связанных с переводом денег за рубеж и из одной валюты в другую. В Южной Корее торговля за реальные деньги была вообще исключена из игры — корейский комитет по присвоению рейтингов посчитал её потенциально нарушающей законодательство страны об азартных играх. Аукционы за реальные деньги начали свою работу не сразу с выходом игры, а несколько позже — 13 июня 2012 года в США и 15 июня в европейском регионе; задержки объяснялись вопросами, связанными с безопасностью.
Некоторые игроки обогащались на торговле игровыми предметами, получая на пике популярности аукциона до тысячи долларов в месяц просто за счёт скупки на аукционе ценных предметов и их перепродажи по более высоким ценам, практически не играя в собственно игру; при этом они использовали как знание текущей рыночной конъюнктуры, так и особенности интерфейса Diablo III и приемы, свойственные для других электронных торговых площадок — например, eBay. 8 мая 2013 года в результате ошибки в обновлении 1.0.8 в игре появился способ неограниченно создавать золото с помощью аукциона. Обнаружившие уязвимость игроки выставляли на продажу суммы в несколько миллиардов золотых монет и тут же отменяли эти лоты, чтобы добиться целочисленного переполнения и получать новые и новые миллиарды золотых монет из ничего. Хотя баг был экстренно исправлен разработчиками, с притоком на аукцион квадриллионов золотых монет, которые можно было продавать за реальные деньги или скупать на них любые выставленные на аукцион предметы, внутриигровая экономика рухнула. Blizzard была вынуждена временно закрыть аукцион и изъять у игроков «незаконно» полученное золото; она объявила, что передаст на благотворительность все доходы в реальных деньгах, которые получила от комиссий со сделками, связанными с багом.
В отличие от World of Warcraft, где снаряжение высокого уровня «привязывается» к персонажу, в Diablo III такой привязки нет — любые предметы можно передавать от одного персонажа к другому; таким образом, любые, сколько угодно ценные предметы было проще купить через аукцион, чем побеждать ради них врагов — то есть собственно играть в игру. В марте 2013 года Джей Уилсон, выступая на конференции Game Developers Conference, отметил, что аукцион «сильно навредил игре». Разработчики предполагали, что аукционом будет пользоваться лишь небольшой процент игроков, и что количество выставленных для продажи и покупаемых предметов будет ограничено их высокой стоимостью. На практике аукцион хотя бы иногда использовали вообще все игроки — к этому времени в игру заходило более 1 миллиона игроков в день и около 3 миллионов в месяц, и более 50 % игроков пользовались им регулярно. Интенсивная торговля через аукцион сделала второстепенными внутриигровые цели — убийство Дьябло и получение ценных предметов за победу над ним и другими трудными врагами — и уменьшила стоимость добываемых таким традиционным способом предметов. Уилсон уже тогда заявлял, что хотел бы исключить аукцион из игры, но не считал это возможным, не зная, сколько игроков любит эту систему, а сколько ненавидит.
В сентябре 2013 года руководитель проекта Джон Хайт объявил о планах закрыть аукцион как подрывающий «основной геймплей игры». 18 марта 2014 года аукцион был закрыт. Игроки могли забрать выставленные на продажу предметы и золото до 24 июня 2014 года.

## Дополнения
Было подтверждено, что после того, как компания завершит разработку Diablo III, будет выпущено дополнение к игре, которое, возможно, вернёт в неё несколько классов персонажей из предыдущих частей. Кроме этого, ничего сказано не было.
В конце ноября 2010 года появились слухи об утечке из Blizzard China плана разработок Blizzard Entertainment на ближайшие 7 лет, из которых следует, что игроков ожидает не одно, а два дополнения. Первое — в середине 2013 года, и второе — в четвёртом квартале 2014. В пользу версии о реальности утечки говорит увольнение генерального директора Blizzard China через несколько дней после «утечки». Однако в указанный срок второе дополнение так и не вышло.

### Reaper of Souls
Платное дополнение — Reaper of Souls — добавило в игру новый акт, а также новый класс — Крестоносца (The Crusader), который во многом похож на Паладина из Diablo II. Он специализируется на ближнем бое, а также может использовать заклинания, действующие на ближнем и среднем расстоянии. У остальных классов увеличились возможности развития персонажа. Теперь они ограничены 70-м уровнем. Главным врагом стал титульный Жнец Душ — ангел смерти по имени Малтаэль, он решил, что люди на самом деле имеют демоническую природу, а потому их следует уничтожить. Reaper of Souls добавляет в игру новый город, Вестмарш, а также увеличивает число разновидностей монстров. В игре также изменилась система распределения добычи. Теперь все классы чаще получают при убийстве противников те предметы, которые подходят именно им, а кроме этого, героям чаще попадается Легендарная броня и вооружение.
Дата релиза в России — 15 апреля 2014 года. Также, с 19 декабря 2013 по 25 марта 2014 был открыт предзаказ дополнения. Игроки, оформившие предзаказ, могут получить Крылья Доблести и дополнение уже 25 марта 2014 года.

### Возвращение Некроманта
Платное дополнение «Возвращение Некроманта» добавило в игру новый класс — Некроманта. Релиз состоялся 27 июня 2017 года.

## Diablo III Starter Edition
Одновременно с релизом игры была выпущена её демо-версия. Содержание Diablo 3 Starter Edition повторяет открытую бета-версию — игроки могут пройти часть первого эпизода и прокачать своего персонажа до 13 уровня. Кроме того, владельцы «стартовой версии» могут играть в кооперативный режим только друг с другом, но не получат доступ к аукциону за деньги.
Планировалось, что в первые 30 дней после релиза доступ к Starter Edition можно будет получить только с помощью гостевого ключа, а затем Starter Edition станет доступен всем пользователям Battle.net.
Стартовая версия стала доступна 15 августа 2012 года, для всех, у кого есть аккаунт на Battle.net.

## Отзывы и критика
| Сводный рейтинг       | Сводный рейтинг                                                               |
| Агрегатор             | Оценка                                                                        |
| --------------------- | ----------------------------------------------------------------------------- |
| GameRankings          | - PC: 87,64 % - X360: 87,12 % - PS3: 86,13 % - PS4: 91,25 % - Switch: 88,50 % |
| Metacritic            | 89/100                                                                        |
| Иноязычные издания    |                                                                               |
| Издание               | Оценка                                                                        |
| Edge                  | 9/10                                                                          |
| Eurogamer             | 9/10                                                                          |
| G4                    | 4,5/5                                                                         |
| Game Informer         | 9/10                                                                          |
| GameSpot              | 8,5/10                                                                        |
| GameSpy               | [ 117 ]                                                                       |
| GamesRadar+           | 8/10                                                                          |
| IGN                   | 9,5/10                                                                        |
| PC Gamer (UK)         | 90/100                                                                        |
| Русскоязычные издания |                                                                               |
| Издание               | Оценка                                                                        |
| Absolute Games        | 68 %                                                                          |
| PlayGround.ru         | 8,9/10                                                                        |

Игровой журнал «Игромания» поставил Diablo 3 девять баллов из десяти возможных.
| Третье пришествие Diablo на PC состоялось — мы получили ту самую игру, в которую с удовольствием сможем играть ближайшие пару-тройку лет. Драйв, рев монстров, командная игра, охота за вещами — все на месте и в будоражащих воображение количествах. Эту игру будут отчаянно любить игроки и не менее отчаянно ненавидеть директора фирм, родители и педагоги. Какая тут, к Белиалу, работа, третий акт на сложности «Инферно» до сих пор не пройден! — игровой журнал «Игромания» |